# وكالة التعاون والتنسيق التركية
وكالة التعاون والتنسيق التركية تيكا TİKA (التركية: Türk İşbirliği ve Koordinasyon Ajansı Başkanlığı)تأسست بتاريخ 24 يناير/كانون الثاني 1992 لتنسيق علاقات تركيا المتنوعة مع الدول التركية الموجودة في وسط أسيا، وكان الهدف الأساسي من تأسيسها  هو مساعدة الجمهوريات التركية الموجودة في وسط أسيا على إعادة تأسيس وتطوير وتأهيل نفسها وبالتالي جعلها قريبة لتركيا أكثر من غيرها من الدول.

## تاريخها
مع تفكك الاتحاد السوفيتي عام 1991، نالت الدول التركية في آسيا الوسطى استقلالها (أذربيجان، كازاخستان، قيرغيزستان، تركمانستان، أوزبكستان). مهّد ذلك الطريق لعودة العلاقات الثنائية بين تركيا وهذه الدول. ونظرًا لتشاركها لغة وتاريخ وثقافة وعرق مشترك، شكّل تطوير هذه العلاقات محور اهتمام دائم لتركيا. وكانت هناك حاجة لإنشاء منظمة لتمويل وتطوير وتنسيق الأنشطة والمشاريع في مختلف المجالات. وفي عام 1992، أُنشئت الوكالة التركية للتعاون والتنمية (TCCA) لهذا الغرض.

### السنوات المبكرة 1992–2000
أُنشئت مكاتب تنسيق برنامج تيكافي أذربيجان وكازاخستان وقيرغيزستان وتركمانستان وأوزبكستان. ونُفذت مشاريع عديدة في مجالات التعليم والزراعة والصناعة والمالية. وانصبّ التركيز الرئيسي في هذه السنوات الأولى على المشاريع التعليمية والاجتماعية في آسيا الوسطى، مثل بناء المدارس والجامعات والمكتبات، وتوفير المنح الدراسية للطلاب والمسؤولين الحكوميين للدراسة في تركيا.

### التوسع 2000–2010
في تلك الحقبة، تطورت منظمة التعاون في مجال التعاون تيكا) لتصبح جزء من السياسة الخارجية التركية. وتوسع نطاق نشاطها ليشمل الشرق الأوسط وأفريقيا والبلقان. وتضاعف عدد مكاتب تنسيق البرامج من 12 مكتب عام 2002 إلى 28 مكتب عام 2010. ومع مرور الوقت، بدأ تركيز المنظمة يتحول من تقديم المساعدات المباشرة إلى الدعم الفني، وبناء القدرات المؤسسية، وأنشطة التنمية البشرية، وأُضيفت أنواع أخرى من العمل إلى مسؤولياتها، مثل قيادة مشاريع ترميم التراث. وقد نُفذ أكثر من 100 مشروع في 25 دولة عام 2010.
في نهاية العقد، تحول وجهة غالبية المساعدات والمساعدة من الدول التركية إلى أفريقيا. وخلال هذا العقد، بلغت مساعدات التنمية التي قدمتها تركيا 1.273 مليار دولار أمريكي.

### 2010-2019
خلال هذه الفترة، توسعت الأنشطة لتشمل أمريكا اللاتينية ومنطقة آسيا الأوسع. عام 2014 وفي إطار شراكة برنامج التعاون الصحي بين تركيا وأذربيجان وتنزانيا ("تيكا" TATIP)، وجمعية أطباء العالم والأطباء المتطوعين الأذربيجانيين، وصندوق مساعدة الشباب (أذربيجان)، وبمساعدة الأطباء بهروز جولييف وعمران جارولازاده وقوشقار محمدوف، وبدعم من مؤسسة تنزانيا ريهاما، أجريت جراحة إعتام عدسة العين لأكثر من ١٠٠ مريض تنزاني، وخضع أكثر من 100مريض لفحوصات عيون. واعتبارًا من عام 2015، تمتلك تيكا مكاتب لتنسيق البرامج في 42 دولة. وكانت تونس والصومال وأفغانستان وتشاد ومقدونيا الشمالية وقيرغيزستان من أهم وجهات المساعدات.

### ما بعد 2020
دعمت منظمة "تيكا" العديد من الدول في مكافحة كوفيد-19، مثل فلسطين وأوغندا. وفي جنوب أفريقيا، دعمت "تيكا" مستشفى كالافونغ في بريتوريا بـ 10,000 كمامة N95 ليستخدمها العاملون الصحيون في الخطوط الأمامية للحد من انتشار فيروس كورونا المستجد.
كما قدمت "تيكا" معدات وقائية في ليسوتو لمساعدة مملكة جنوب أفريقيا في الحد من تفشي جائحة كوفيد-19. وقد استخدم الطاقم الطبي والعاملون الصحيون المجتمعيون المعدات المتبرع بها في المستشفيات والعيادات في المناطق الريفية النائية في ليسوتو. للحد من تأثير جائحة كوفيد-19 في مملكة إيسواتيني، ساعدت "تيكا" وزارة إدارة تينخوندلا بالتبرع بآلات تطريز لاستخدامها في إنتاج كمامات الوجه.

## العمل
تحددت مجالات عمل تيكا فقط في منطقة وسط أسيا ولكن بعد قدوم حكومة حزب العدالة والتنمية عام 2002 وتبنيه سياسة الانفتاح الاستراتيجي توسعت رقعة مجالات عمل تيكا وخرجت فقط من العمل ضمن نطاق وسط أسيا لتشمل جميع المناطق التي تسعى حكومة حزب العدالة والتنمية الانفتاح عليها بشكل واسع وخاصة منطقة الشرق الأوسط والبلقان وأفريقيا.

## المكاتب
للوكالة عدة مكاتب منتشرة في العديد من الدول منها:
 أفغانستان، البوسنة والهرسك،  إثيوبيا،  الكاميرون،  قرغيزستان، المجر، [ منغوليا،  النيجر،  ألبانيا،  تشاد،  الفلبين، مملكة الجبل الأسود، كوسوفو،  مقدونيا،  مولدوفا،  أوزبكستان،  أذربيجان،  الجزائر،  فلسطين،  كازاخستان،  ليبيا،  المكسيك، ماينمار،  باكستان،  بنغلاديش،  جورجيا،  جيبوتي،  كينيا،  لبنان،  مصر،  ناميبيا،  رومانيا.

## الجوائز والأوسمة
منحت الحكومة المجرية وسام الاستحقاق لرئيس وكالة التعاون والتنسيق، سيردار تشام، تكريما للأنشطة التي تقوم بها الوكالة بمجالي التنمية والحفاظ على الإرث الثقافي في المجر.

## روابط خارجية
- الموقع الرسمي
- tika_arabic على تويتر.